# The Wanderers (Gesangsgruppe)
The Wanderers sind ein A-cappella-Trio aus Köln. Die Gruppe wurde 2004 mit internationalem Programm gegründet. Seitdem geben sie Konzerte und treten bei Live- und Firmen-Events auf. 

## Werdegang
Durch Kontakte zur Familie Schopps (Rumpelstilzchen, Die Rednerschule) kamen die Sänger im Sommer 2006 auf die Idee, auch im Kölner Karneval mitzumachen. Im August 2006 wurde das Quartett in den Klub Kölner Karnevalisten (KKK) aufgenommen und erhielt im Oktober 2006 einen Plattenvertrag bei Pavement Records, dem Label der Paveier. Im selben Monat wurde das Lied Kumm Papa (Loss Mer Fiere) für die CD Karneval der Stars produziert. Mit Titeln wie Himmlisch Jeck, Ich sag nur Alaaf, An der Bar und der Ballade He jebore konnten sie einige Achtungserfolge im Kölner Karneval verzeichnen. Beim 20-jährigen Brings-Jubiläum im Kölner Stadion waren sie sowohl als Vorgruppe als auch als Gäste mit ihrem Lied He jebore in der Brings-Show vor 50.000 Menschen eingeladen.
Nachdem die Gruppe bereits während der Karnevalssession 2006/2007 Auftritte im Regionalprogramm des WDR hatte, wurde sie in den folgenden Jahren mehrfach bei Karnevalssendungen von ZDF und RTL gezeigt.

## Besetzung
- Sascha Breuer-Rölke: Bariton/Tenor (Ex-Basta)
- Steven Timmerman: Bariton/Tenor
- Andreas Hardegen: Bass (Ex-Basta)

Sänger und Mitgründer Henning „Röggelche“ Schwarzhoff starb im Dezember 2009 im Alter von 39 Jahren an den Folgen eines Herzinfarktes. Weitere ehemalige Mitglieder sind: Eddie Leo Schruff, Kai Zupancic, Stefan „Stevie“ Gabel, Deimos Virgillito und Nigel David Casey.

## Diskografie
- Maxi-CD: Kumm Papa (Loss mer fiere) (2007)
- Studioalbum: Stimmlich jeck (2008)
- Maxi-CD: An der Bar (2011)
- Sampler: Karneval der Stars (36), 2006
- Sampler: Karneval der Stars (37), 2007
- Feature: Brings - Hay Hay Hay - Album, 2007
- Werbe-CD: Renault - Mein kleiner grüner Twingo, 2007
- Sampler: Karneval der Stars (38), 2008
- Sampler: Kölsche Weihnacht (12), 2008
- Sampler: Karneval der Stars (39), 2009
- Sampler: Viva Express (3), 2009
- Sampler: Karneval der Stars (40), 2010
- Sampler: Mer stonn op de Fööss - Bläck Fööss Tribute Album, 2010
- Sampler: Paveier und Freunde - Heilich Abend auf dem Dom, 2010
- Sampler: Karneval der Stars (41), 2011
- Sampler: Kölsche Hits - Zum Fiere un Danze, 2011
- Sampler: Kölsche Hits - Zum Schmuse un Dräume, 2011
- Sampler: Kölsche Weihnacht (13), 2011
- Sampler: Viva Express - Die 40 schönsten kölschen Balladen, 2012
- Sampler: PriPro 2012 - Jedem Jeck sing rude Nas - Musik zum Mottotanz, 2012